# Leonardo Marin

a Compétitions nationales et continentales officielles uniquement.

b Matchs officiels uniquement.
Dernière mise à jour le 3 mai 2023.
Leonardo Marin, né le 23 février 2002 à Mestre (Italie), est un joueur international italien de rugby à XV. Il joue au poste de demi d'ouverture ou de centre au sein du Benetton Trévise en United Rugby Championship.

## Biographie

### Jeunesse et formation
Né à Mestre, Leonardo Marin a joué avec Mogliano jusqu'en 2019, avant de rejoindre l'Académie FIR "Ivan Francescato". 

### Carrière sportive
Il rejoint ensuite la franchise du Benetton Trévise en juillet 2021, pour participer à la première saison du United Rugby Championship. Il fait ensuite ses débuts le 25 septembre suivant, entrant dans les dernières minutes du match à domicile remporté contre les Stormers. Toujours en tant que remplaçant, il fait gagner son équipe la semaine suivante par un drop le face à Édimbourg. Lors de la troisième journée, il fait ses débuts en tant que titulaire contre l'Ulster à Ravenhill. 
En 2021, il est sélectionné avec l'équipe italienne des moins de 20 ans pour le Tournoi des Six Nations junior. 
Le 14 octobre 2021, il est sélectionné par Alessandro Troncon avec l'équipe d'Italie A pour la série de test-matchs de fin d'année.
En janvier 2022, il est sélectionné pour la première fois en équipe d'Italie par Kieran Crowley afin de préparer le Tournoi des Six Nations 2022. Il fait ses débuts internationaux lors de la première journée contre la France en tant que remplaçant puis il dispute les quatre autres matchs de la compétition, dont les trois derniers en tant que titulaire au poste de premier centre. L'été suivant, il est de nouveau retenu pour la tournée estivale. Il inscrit son premier essai international face au Portugal.
Durant l'automne 2022, il se blesse gravement et il rate la majorité de la saison.
En mai 2023, il est sélectionné avec l'Italie dans un groupe de 46 joueurs pour préparer la Coupe du monde 2023.
En février 2024, il est convoqué pour le Tournoi des Six Nations après la première journée.